# VistaVision

Pozioma klatka filmowa systemu VistaVision na 35 mm taśmie filmowej. Szary obszar pokazuje rzeczywiste wykorzystanie powierzchni taśmy na jedną klatkę obrazu.

VistaVision – format rejestracji panoramicznego obrazu filmowego zapisywanego na taśmie filmowej 35 mm. W odróżnieniu od innych standardów obraz VistaVision jest zapisywany poziomo, dzięki czemu charakteryzuje się on wysoką jakością. Format ten opracowała w 1954 wytwórnia Paramount Pictures bazując na wcześniejszych doświadczeniach systemów obrazu panoramicznego Glamorama i Superama.
Wytwórnia Paramount nie zakupiła żadnego z systemów produkcji obrazu anamorfotycznego, takiego jak CinemaScope, rozpoczynając własne prace nad bardziej satysfakcjonującym formatem. Głównym założeniem było opracowanie negatywów o bardzo małym ziarnie i większej powierzchni klatki filmowej. Kopie dystrybucyjne formatu VistaVision miały być wyświetlane na nowych panoramicznych ekranach i oferować bardzo wysoką jakość dzięki mniejszym stratom przy konwersji optycznej materiału źródłowego na różne formaty obrazu.

## Historia
Główny inżynier wytwórni Paramount Loren L. Ryder umotywował konieczność wprowadzenia pionierskiej technologii VistaVision czterema argumentami:
- Obraz VistaVision może być wyświetlany na panoramicznych ekranach o różnych formatach od 1,75:1 do 2:1.
- System VistaVision nie wymaga zakupu dodatkowego wyposażenia (w przeciwieństwie do CinemaScope).
- System VistaVision nie powoduje zmniejszenia liczby miejsc na widowni (w przeciwieństwie do systemów Cinerama i CinemaScope wymagających specjalnych zakrzywionych ekranów).
- VistaVision pozwala widzom na zobaczenie większej liczby szczegółów i cieszenie się lepszą jakością[1].

Wraz z innymi wytwórniami wykorzystującymi system CinemaScope, Paramount zadebiutował ze swoim własnym systemem VistaVision w 1954 wyświetlając film Białe Boże Narodzenie (ang. White Christmas). Taśma filmowa systemu VistaVision przesuwa się przez projektor poziomo tak samo jak w aparatach do fotografii małoobrazkowej, a długość klatki wynosi 8 otworów perforacji. Ze względu na leżącą pozycję kasety z taśmą i właśnie tymi ośmioma otworami, czasem nazywa się ten standard leniwą ósemką (ang. Lazy 8). System oferował szerszy obraz o formacie 1,5:1, a nie jak dotychczas 1,33:1. Zazwyczaj materiał źródłowy maskowano do pożądanych proporcji i wykonywano z niego kopie dystrybucyjne na standardowych taśmach 35 mm z przesuwem pionowym. Filmy w formacie VistaVision były wyświetlane w różnych formatach obrazu, z których najpopularniejszym był 1,85:1. Inne popularne to 2:1 i 1,75:1.

Logo VistaVision

Dźwięk w VistaVision był zapisywany w postaci optycznej w systemie Perspecta Stereo w przeciwieństwie do innych standardów wyświetlania, gdzie wykorzystywano zapis magnetyczny.
Białe Boże Narodzenie, Strategic Air Command, Złodziej w hotelu i Bitwa o ujście rzeki zostały wydane w bardzo niewielu kopiach (dwóch lub trzech) w formacie VistaVision z ośmioma otworami perforacji na klatkę. Przeznaczono je dla pokazów premierowych, a ich wyświetlanie wymagało specjalnego sprzętu. Taki sposób projekcji jako bardzo niepraktyczny, gdyż ze względu na dwa razy większą powierzchnię klatki wymagał dwukrotnie dłuższej taśmy filmowej i również dwa razy większej prędkości przesuwu (prawie 55 metrów na minutę) co powodowało powstawanie wielu problemów technicznych. Ze względu na powyższe niedogodności standardowym sposobem projekcji filmów VistaVision było wyświetlanie go po konwersji ze standardowych taśm 35 mm z przesuwem pionowym.
Alfred Hitchcock wielokrotnie wykorzystywał standard VistaVision w swoich filmach kręconych w latach 50., ale ze względu na dużą pracochłonność przy konwersji materiału na kopie na taśmach 35 mm (z wyjątkiem bardzo niewielu kin wyposażonych w latach 1954-1956 w sprzęt do wyświetlania materiału VistaVision), oraz dwukrotnie większy koszt materiałów światłoczułych standard ten nie znalazł szerszego zastosowania. Ostatecznie VistaVision przegrał z tańszymi opartymi na optyce anamorfotycznej standardami takimi jak Panavision i znacznie lepszy jakościowo format zapisu na taśmie 70 mm. Ostatnim filmem nakręconym w Stanach Zjednoczonych w formacie VistaVision był Dwa oblicza zemsty (ang. One-Eyed Jacks) z 1961. Później system praktycznie zniknął z rynku.
Dużą liczbę kamer systemu VistaVision sprzedano poza Stanami Zjednoczonymi w latach 60. co doprowadziło do powstania wielu produkcji w tym standardzie (choć raczej nie używano tej nazwy handlowej) w takich krajach jak Włochy i Japonia. Wykorzystywano je aż do lat 80. Współcześnie wykorzystanie systemu jest bardzo rzadkie, chociaż do 2000 roku powstawały mniej znane japońskie produkcje bazujące właśnie na nim.

## Wykorzystanie do efektów specjalnych
W 1975 roku firma Dykstraflex wykorzystała stare kamery VistaVision do budowy unowocześnionego systemu dla Industrial Light and Magic, który zakupił go do rejestracji efektów specjalnych w serii Gwiezdne wojny. Od tej pory VistaVision zaczęła przeżywać pewnego rodzaju renesans jako pośredni format w produkcji filmów, zwłaszcza efektów specjalnych. Większa powierzchnia klatki pozwalała na kompensację wpływu ziarna i dokładniejsze wykonanie efektów. Rozwój technik animacji komputerowej CGI i postprodukcji cyfrowej oraz wprowadzenie materiałów światłoczułych przeznaczonych do wykonywania efektów specjalnych, a także wykorzystanie taśm szerokości 70 mm powoduje, że wykorzystanie VistaVision staje się bezzasadne.

## Specyfikacja techniczna
VistaVision (8/35)
- obiektywy z optyka sferyczną
- 8 otworów perforacji na klatkę
- przesuw poziomy z prawej do lewej (patrząc od strony kamerzysty)
- nieznacznie mniejsze gabaryty kamery w porównaniu do systemów 35 mm z przesuwem pionowym.
- wymiary klatki VistaVision: 37,72 mm (1,485 cala) na 24,92 mm (0,981 cala)

## Filmy nakręcone w standardzie VistaVision

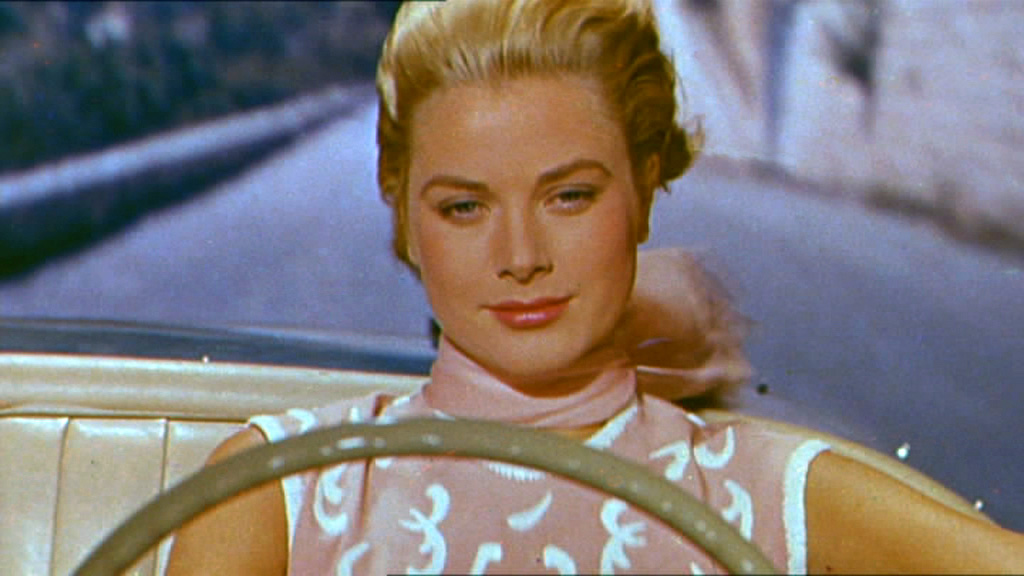
Kadr z filmu Złodziej w hotelu (1955), nakręconego w VistaVision

### Filmy nakręcone całkowicie w VistaVision
- Białe Boże Narodzenie (ang. White Christmas) (1954)
- 3 Ring Circus (1954)
- Ryszard III (ang. Richard III) (1955)
- Artyści i modele (ang. Artists and Models) (1955)
- Godziny rozpaczy (ang. The Desperate Hours) (1955) (pierwszy czarno-biały film nakręcony w VistaVision)
- Tatuowana róża (ang. The Rose Tattoo) (1955)
- Strategic Air Command (1955)
- Złodziej w hotelu (ang. To Catch a Thief) (1955)
- Kłopoty z Harrym (ang. The Trouble with Harry) (1955)
- Nie jesteśmy aniołami (ang. We’re No Angels) (1955)
- Aligator stokrotka (ang. An Alligator Named Daisy) (1955)
- Andrea Chénier (1955)
- Dalekie horyzonty (ang. The Far Horizons) (1955)
- Wojna i pokój (ang. War and Peace) (1956)
- Wyższe sfery (ang. High Society) (1956)
- Nadworny błazen (ang. The Court Jester) (1956)
- Poszukiwacze (ang. The Searchers) (1956)
- Dziesięć przykazań (ang. The Ten Commandments) (1956)
- Człowiek, który wiedział za dużo (ang. The Man Who Knew Too Much) (1956)
- Anything Goes (1956)
- Away All Boats (1956)
- Bitwa o ujście rzeki (ang. The Battle of the River Plate) (1956)
- Bing Presents Oreste (1956)
- The Birds and the Bees (1956)
- The Black Tent (1956)
- Zabawna buzia (ang. Funny Face) (1957)
- Pojedynek w Corralu O.K. (ang. Gunfight at the O.K. Corral) (1957)
- Hell Drivers (1957)
- Duma i uprzedzenie (film 1957) (ang. The Pride and the Passion) (1957)
- Williamsburg: the Story of a Patriot (1957) (pierwszy film dokumentalny nakręcony w VistaVision)
- Niezastąpiony kamerdyner (ang. The Admirable Crichton) (1957)
- Beau James (1957)
- The Buster Keaton Story (1957)
- Dangerous Exile (1957)
- Umiarkowany bandyta (ang. The Delicate Delinquent) (1957)
- Kariera baseballisty  (ang. Fear Strikes Out) (1957)
- Zawrót głowy (ang. Vertigo) (1958)
- Rock-a-Bye Baby (1958)
- Pożądanie w cieniu wiązów (ang. Desire Under the Elms) (1958)
- Burzliwy romans (ang. Another Time, Another Place) (1958)
- The Big Money (1958)
- Czarna orchidea (ang. The Black Orchid) (1958)
- The Buccaneer (1958)
- Północ, północny zachód (ang. North by Northwest) (1959)
- The Five Pennies (1959)
- But Not for Me (1959)
- Ostatni pociąg z Gun Hill (ang. Last Train from Gun Hill) (1959)
- Powiew skandalu (ang. A Breath of Scandal) (1960)
- Dwa oblicza zemsty (ang. One-Eyed Jacks) (1961)
- Death by Hanging (1968)
- Imperium zmysłów (jap. Ai no corrida) (1976)
- Anima persa (wł.  Zagubione dusze ) (1977)
- Szaleństwo małego człowieka (wł. Un Borghese piccolo piccolo) (1977)
- Imperium namiętności (jap. Ai no borei) (1978)
- Vengeance Is Mine (1979)
- Wesołych świąt, pułkowniku Lawrence (ang. Merry Christmas, Mr. Lawrence) (1983)
- Arashi o yobu otoko (jap.) (1983)
- Venus Wars (1989)
- CF gaaru (jap.) (1989)
- Brutalista (2024)[3]

### Wykorzystanie VistaVision tylko do efektów specjalnych
- Gwiezdne wojny: część IV – Nowa nadzieja (ang. Star Wars Episode IV: A New Hope) (1977)
- Gwiezdne wojny: część V – Imperium kontratakuje (ang. Star Wars Episode V: The Empire Strikes Back) (1980)
- Tron (1982)
- Gwiezdne wojny: część VI – Powrót Jedi (ang. Star Wars Episode VI: Return of the Jedi) (1983)
- Powrót do przyszłości (ang. Back to the Future) (1985)
- RoboCop (1987)
- Kto wrobił królika Rogera? (ang. Who Framed Roger Rabbit (1988)
- Powrót do przyszłości II (ang. Back to the Future Part II) (1989)
- Otchłań (ang. The Abyss) (1989)
- Indiana Jones i ostatnia krucjata (ang. Indiana Jones and the Last Crusade) (1989)
- Ścigany (ang. The Fugitive) (1993)
- Forrest Gump (1994)
- Apollo 13 (1995)
- Jumanji (1995)
- Twister (1996)
- Faceci w czerni (ang. Men in Black) (1997)
- Kontakt (ang. Contact) (1997)
- Joe Black (ang. Joe Black) (1998)
- The Matrix (1999)
- Mumia (ang. The Mummy) (1999)
- Gniew oceanu (ang. The Perfect Storm) (2000)
- Pearl Harbor (2001)
- Mumia powraca (ang. The Mummy Returns) (2001)
- Faceci w czerni II (ang. Men in Black II) (2002)
- Za szybcy, za wściekli (ang. 2 Fast 2 Furious) (2003)
- Spider-Man 2 (2004)
- Batman: Początek (ang. Batman Begins) (2005)
- Plan lotu (ang. Flightplan) (2005)
- Garbi: super bryka (ang. Herbie Fully Loaded) (2005)
- Spider-Man 3 (2007)